# Élections cantonales de 1955 dans l'Ardèche
Les élections cantonales de 1955 eurent lieu les 17 et 24 avril 1955. Le mode de scrutin utilisé fut le scrutin uninominal majoritaire à deux tours.

## Le scrutin dans les différents cantons

### Annonay

#### Résultats
- Premier tour

|              | Parti | Nombre de voix | Résultats |
| Joseph Fabre | PPUS  | 4 476          | 52,68 %   |
| Daniel Aimé  | SFIO  | 2266           | 26,67 %   |
| Thorgue      | PCF   | 1754           | 20,65 %   |

### Antraigues

#### Résultats
- Premier tour

|               | Parti   | Nombre de voix | Résultats |
| Franck Chante | Radical | 1 702          | 75,75 %   |
| Louis Chaze   | PCF     | 531            | 23,63 %   |
| Divers        | Divers  | 14             | 0,62 %    |

### Privas

#### Résultats
- Premier tour

|                    | Parti   | Nombre de voix | Résultats |
| Charles Gounon     | Radical | 3 303          | 76,33 %   |
| Marie-Ange Gaubert | PCF     | 993            | 22,95 %   |
| Divers             | Divers  | 31             | 0,72 %    |

### Saint-Pierreville

#### Résultats
- Premier tour

|              | Parti  | Nombre de voix | Résultats |            |
| Paul Ribeyre | CNIP   | 1614           | 49,76 %   | Ballottage |
| Paul Mazet   | DVG    | 939            | 37,33 %   | Ballottage |
| Marcel Mazel | PCF    | 2597           | 12,85 %   | Ballottage |
| Divers       | Divers | 2              | 0,06 %    |            |

- Second tour

|              | Parti | Nombre de voix | Résultats |
| Paul Mazet   | DVG   | 1 864          | 50,54 %   |
| Paul Ribeyre | CNIP  | 1824           | 49,46 %   |

### Villeneuve-de-Berg

#### Résultats
- Premier tour

|               | Parti | Nombre de voix | Résultats |            |
| Pierre Cornet | DVD   | 1332           | 42,30 %   | Ballottage |
| Lazare Durif  | DVG   | 827            | 26,26 %   | Ballottage |
| Désiré Espic  | PCF   | 659            | 20,93 %   | Ballottage |
| Émir Lardeur  | SFIO  | 331            | 10,51 %   | Ballottage |

- Second tour

|               | Parti       | Nombre de voix | Résultats |
| Paul Ressayre | DVG         | 1 802          | 50,57 %   |
| Pierre Cornet | DVD         | 1748           | 49,06 %   |
| Soubeyrand    | Indépendant | 13             | 0,37 %    |

### Viviers

#### Résultats
- Premier tour

|                 | Parti | Nombre de voix | Résultats |
| Paul Avon       | SFIO  | 2 883          | 54,98 %   |
| René Montérémal | PCF   | 2361           | 45,02 %   |